# Gaëtan Englebert
Pour les articles homonymes, voir Englebert.
Gaëtan Englebert, né le 11 juin 1976 à Liège en Belgique, est un footballeur international belge. Il évoluait au poste de milieu de terrain et a terminé sa carrière de joueur au RFC Liège, son club de cœur, où il devient directeur sportif en janvier 2013 après y avoir déjà endossé le rôle de responsable sportif de la formation des jeunes depuis 2011.
En 2016, il devient également entraîneur adjoint des internationaux de moins de 15 ans et, depuis le 13 mars 2022, il est aussi l'entraîneur principal du RFC Liège.

## Biographie

### Carrière de joueur
Formé à Villers l'Evêque, il a ensuite évolué au RFC Liège, qui devient Tilleur-Liège, où il est découvert alors que son équipe évolue en division 2. Il rejoint Saint-Trond et fait ses débuts en division 1 en 1997 avant de rejoindre le FC Bruges deux saisons plus tard. Très vite il s'impose comme un grand travailleur de l'ombre. Très endurant, il a l'habitude d'abattre un travail considérable dans les lignes sans montrer de signes de faiblesse même s'il manque parfois d'engagement et marque très peu de buts. Sous les ordres de Trond Sollied, il formera avec Timmy Simons et Nastja Ceh un trio central qui fera merveille au club pendant cinq saisons. Entre 2002 et 2007, il remporte avec les Blauw en Zwart deux titres de champion, la Coupe de Belgique à trois reprises et deux Supercoupes. Avec le départ de Trond Sollied, Englebert perd peu à peu son statut de titulaire et en juin 2008, le club décide de ne pas prolonger son contrat.
Le FC Tours, néo-promu en Ligue 2, s'intéresse au milieu belge, et l'engage,. Le 1er août 2008, il fait ses débuts en Ligue 2 contre le CS Sedan-Ardennes (2-1) au Stade de la Vallée du Cher. Il marque son 1er but en Ligue 2 le 4 octobre 2008 contre le Stade Brestois. Après deux saisons, le contrat du joueur n'est pas prolongé et il quitte le club. Il signe au FC Metz le 31 août 2010, pour une saison à la fin de laquelle son contrat n'est pas prolongé. Il décide de revenir en Belgique et rejoint le KVV Coxyde, un club de troisième division belge.
Début février 2012, Gaëtan Englebert revient au club qui l'a révélé, le RFC Liège qui évolue alors en Promotion D, où il occupe déjà les fonctions de responsable sportif de l'école des jeunes, chargé de faire le lien entre les noyaux espoirs et séniors. Il devient directeur sportif en janvier 2013 et met un terme définitif à sa carrière de joueur à la fin de la saison. Fin 2016, il intègre également le staff technique des internationaux de moins de 15 ans comme entraîneur adjoint.
Le 28 février 2001, il fait ses débuts avec l'équipe nationale contre Saint-Marin et participe à la Coupe du monde 2002. Il dispute 9 matchs (21 sélections) avec les Diables Rouges entre 2001 et 2007.

## Statistiques

### Statistiques de joueur

#### En club
| Saison                | Club                  | Championnat           | Championnat | Championnat | Championnat | Coupe nationale | Coupe nationale | Coupe nationale | Coupe de la Ligue | Coupe de la Ligue | Coupe de la Ligue | Supercoupe | Supercoupe | Supercoupe | Compétition(s) continentale(s) | Compétition(s) continentale(s) | Compétition(s) continentale(s) | Compétition(s) continentale(s) | Total | Total | Total |
| Saison                | Club                  | Division              | M.          | B.          | P.d.        | M.              | B.              | P.d.            | M.                | B.                | P.d.              | M.         | B.         | P.d.       | Comp.                          | M.                             | B.                             | P.d.                           | M.    | B.    | P.d.  |
| 1995-1996             | Tilleur-Liège         | Division 3B           | 27          | 1           | 0           | 4               | 0               | 0               | -                 | -                 | -                 | -          | -          | -          | -                              | -                              | -                              | -                              | 31    | 1     | 0     |
| 1996-1997             | Tilleur-Liège         | Division 2            | 32          | 6           | 0           | 5               | 3               | 0               | -                 | -                 | -                 | -          | -          | -          | -                              | -                              | -                              | -                              | 37    | 9     | 0     |
| Sous-total            | Sous-total            | Sous-total            | 59          | 7           | 0           | 9               | 3               | 0               | -                 | -                 | -                 | -          | -          | -          | -                              | -                              | -                              | -                              | 68    | 10    | 0     |
| 1997-1998             | Saint-Trond VV        | Division 1            | 34          | 1           | 0           | 3               | 0               | 0               | -                 | -                 | -                 | -          | -          | -          | -                              | -                              | -                              | -                              | 37    | 1     | 0     |
| 1998-1999             | Saint-Trond VV        | Division 1            | 32          | 3           | 3           | 3               | 0               | 0               | 3                 | 0                 | 0                 | -          | -          | -          | -                              | -                              | -                              | -                              | 38    | 3     | 3     |
| Sous-total            | Sous-total            | Sous-total            | 66          | 4           | 3           | 6               | 0               | 0               | 3                 | 0                 | 0                 | -          | -          | -          | -                              | -                              | -                              | -                              | 75    | 4     | 3     |
| 1999-2000             | Club Bruges KV        | Division 1            | 32          | 3           | 8           | 1               | 0               | 0               | 1                 | 0                 | 0                 | -          | -          | -          | C3                             | 4                              | 0                              | 0                              | 38    | 3     | 8     |
| 2000-2001             | Club Bruges KV        | Division 1            | 34          | 4           | 7           | 1               | 0               | 0               | -                 | -                 | -                 | -          | -          | -          | C3                             | 8                              | 0                              | 0                              | 43    | 4     | 7     |
| 2001-2002             | Club Bruges KV        | Division 1            | 32          | 3           | 14          | 5               | 0               | 3               | -                 | -                 | -                 | -          | -          | -          | C3                             | 7                              | 3                              | 2                              | 44    | 6     | 19    |
| 2002-2003             | Club Bruges KV        | Division 1            | 31          | 5           | 11          | 2               | 0               | 0               | -                 | -                 | -                 | -          | -          | -          | C1+C3                          | 10+2                           | 1+0                            | 2+0                            | 45    | 6     | 13    |
| 2003-2004             | Club Bruges KV        | Division 1            | 17          | 1           | 2           | 4               | 0               | 0               | -                 | -                 | -                 | -          | -          | -          | C1                             | 5                              | 0                              | 0                              | 26    | 1     | 2     |
| 2004-2005             | Club Bruges KV        | Division 1            | 31          | 4           | 2           | 5               | 0               | 0               | -                 | -                 | -                 | 0          | 0          | 0          | C1+C3                          | 3+5                            | 0+0                            | 1+0                            | 44    | 4     | 3     |
| 2005-2006             | Club Bruges KV        | Division 1            | 27          | 0           | 3           | 1               | 0               | 0               | -                 | -                 | -                 | 1          | 0          | 0          | C1+C3                          | 8+1                            | 0+0                            | 0+0                            | 38    | 0     | 3     |
| 2006-2007             | Club Bruges KV        | Division 1            | 30          | 2           | 2           | 5               | 0               | 0               | -                 | -                 | -                 | -          | -          | -          | C3                             | 7                              | 0                              | 1                              | 42    | 2     | 3     |
| 2007-2008             | Club Bruges KV        | Division 1            | 21          | 0           | 1           | 1               | 0               | 0               | -                 | -                 | -                 | 1          | 0          | 0          | C3                             | 2                              | 0                              | 0                              | 25    | 0     | 1     |
| Sous-total            | Sous-total            | Sous-total            | 255         | 22          | 50          | 25              | 0               | 3               | 1                 | 0                 | 0                 | 2          | 0          | 0          | -                              | 62                             | 4                              | 6                              | 345   | 26    | 59    |
| 2008-2009             | Tours FC              | Ligue 2               | 37          | 2           | 3           | 4               | 0               | 0               | 1                 | 0                 | 0                 | -          | -          | -          | -                              | -                              | -                              | -                              | 42    | 2     | 3     |
| 2009-2010             | Tours FC              | Ligue 2               | 37          | 0           | 2           | 3               | 0               | 0               | 2                 | 0                 | 0                 | -          | -          | -          | -                              | -                              | -                              | -                              | 42    | 0     | 2     |
| Sous-total            | Sous-total            | Sous-total            | 74          | 2           | 5           | 7               | 0               | 0               | 3                 | 0                 | 0                 | -          | -          | -          | -                              | -                              | -                              | -                              | 84    | 2     | 5     |
| 2010-2011             | FC Metz               | Ligue 2               | 21          | 0           | 1           | 3               | 1               | 0               | -                 | -                 | -                 | -          | -          | -          | -                              | -                              | -                              | -                              | 24    | 1     | 1     |
| 2011-2012             | KVV Coxyde            | Division 3A           | 20          | 0           | 0           | 1               | 0               | 0               | -                 | -                 | -                 | -          | -          | -          | -                              | -                              | -                              | -                              | 21    | 0     | 0     |
| Total sur la carrière | Total sur la carrière | Total sur la carrière | 495         | 35          | 59          | 51              | 4               | 3               | 7                 | 0                 | 0                 | 2          | 0          | 0          | -                              | 62                             | 4                              | 6                              | 617   | 43    | 68    |

#### En sélections nationales
| Saison                | Sélection             | Phases finales        | Phases finales | Phases finales | Phases finales | Éliminatoires CDM | Éliminatoires CDM | Éliminatoires CDM | Éliminatoires EURO | Éliminatoires EURO | Éliminatoires EURO | Matchs amicaux | Matchs amicaux | Matchs amicaux | Total | Total | Total |
| Saison                | Sélection             | Compétition           | M              | B              | Pd             | M                 | B                 | Pd                | M                  | B                  | Pd                 | M              | B              | Pd             | M     | B     | Pd    |
| --------------------- | --------------------- | --------------------- | -------------- | -------------- | -------------- | ----------------- | ----------------- | ----------------- | ------------------ | ------------------ | ------------------ | -------------- | -------------- | -------------- | ----- | ----- | ----- |
| 1998-1999             | Belgique aspirants    | -                     | -              | -              | -              | -                 | -                 | -                 | -                  | -                  | -                  | 2              | 0              | 0              | 2     | 0     | 0     |
| 2000-2001             | Belgique              | -                     | -              | -              | -              | 1                 | 0                 | 0                 | -                  | -                  | -                  | -              | -              | -              | 1     | 0     | 0     |
| 2001-2002             | Belgique              | -                     | -              | -              | -              | -                 | -                 | -                 | -                  | -                  | -                  | 2              | 0              | 0              | 2     | 0     | 0     |
| 2002-2003             | Belgique              | -                     | -              | -              | -              | -                 | -                 | -                 | 2                  | 0                  | 0                  | 3              | 0              | 0              | 5     | 0     | 0     |
| 2006-2007             | Belgique              | -                     | -              | -              | -              | -                 | -                 | -                 | 1                  | 0                  | 0                  | -              | -              | -              | 1     | 0     | 0     |
| Sous-total            | Sous-total            | Sous-total            | -              | -              | -              | 1                 | 0                 | 0                 | 3                  | 0                  | 0                  | 5              | 0              | 0              | 9     | 0     | 0     |
| Total sur la carrière | Total sur la carrière | Total sur la carrière | -              | -              | -              | 1                 | 0                 | 0                 | 3                  | 0                  | 0                  | 7              | 0              | 0              | 11    | 0     | 0     |

#### Matchs internationaux
| Matchs internationaux de Gaëtan Englebert, | Matchs internationaux de Gaëtan Englebert, | Matchs internationaux de Gaëtan Englebert,         | Matchs internationaux de Gaëtan Englebert, | Matchs internationaux de Gaëtan Englebert, | Matchs internationaux de Gaëtan Englebert, | Matchs internationaux de Gaëtan Englebert, | Matchs internationaux de Gaëtan Englebert,                         |
| #                                          | Date                                       | Lieu                                               | Adversaire                                 | Résultat                                   | Compétition                                | Club                                       | Notes                                                              |
| ------------------------------------------ | ------------------------------------------ | -------------------------------------------------- | ------------------------------------------ | ------------------------------------------ | ------------------------------------------ | ------------------------------------------ | ------------------------------------------------------------------ |
| 1                                          | 28 février 2001                            | Stade Roi Baudouin, Bruxelles, Belgique            | Saint-Marin                                | V 10 - 1                                   | Éliminatoires de la Coupe du monde 2002    | Club Bruges KV                             | Titulaire, remplacé par Bob Peeters à la 59e minute de jeu.        |
| 2                                          | 14 mai 2002                                | Stade Roi Baudouin, Bruxelles, Belgique            | Algérie                                    | N 0 - 0                                    | Match amical                               | Club Bruges KV                             | Entre en jeu à la place de Johan Walem à la 46e minute de jeu.     |
| 3                                          | 18 mai 2002                                | Stade de France, Saint-Denis, France               | France                                     | V 2 - 1                                    | Match amical                               | Club Bruges KV                             | Entre en jeu à la place de Johan Walem à la 80e minute de jeu.     |
| 4                                          | 21 août 2002                               | Stade municipal de Szczecin, Szczecin, Pologne     | Pologne                                    | N 1 - 1                                    | Match amical                               | Club Bruges KV                             | Titulaire.                                                         |
| 5                                          | 7 septembre 2002                           | Stade Roi Baudouin, Bruxelles, Belgique            | Bulgarie                                   | D 0 - 2                                    | Éliminatoires de l'Euro 2004               | Club Bruges KV                             | Titulaire, remplacé par Mbo Mpenza à la 53e minute de jeu.         |
| 6                                          | 12 février 2003                            | Stade du 19-Mai-1956, Annaba, Algérie              | Algérie                                    | V 3 - 1                                    | Match amical                               | Club Bruges KV                             | Titulaire.                                                         |
| 7                                          | 29 mars 2003                               | Stade Maksimir, Zagreb, Croatie                    | Croatie                                    | D 0 - 4                                    | Éliminatoires de l'Euro 2004               | Club Bruges KV                             | Titulaire, remplacé par Walter Baseggio à la 55e minute de jeu.    |
| 8                                          | 30 avril 2003                              | Stade Roi Baudouin, Bruxelles, Belgique            | Pologne                                    | V 3 - 1                                    | Match amical                               | Club Bruges KV                             | Entre en jeu à la place de Walter Baseggio à la 87e minute de jeu. |
| 9                                          | 6 septembre 2006                           | Stade Républicain Vazgen-Sargsian, Erevan, Arménie | Arménie                                    | V 1 - 0                                    | Éliminatoires de l'Euro 2008               | Club Bruges KV                             | Titulaire.                                                         |

| Matchs aspirants de Gaëtan Englebert | Matchs aspirants de Gaëtan Englebert | Matchs aspirants de Gaëtan Englebert | Matchs aspirants de Gaëtan Englebert | Matchs aspirants de Gaëtan Englebert | Matchs aspirants de Gaëtan Englebert | Matchs aspirants de Gaëtan Englebert | Matchs aspirants de Gaëtan Englebert                               |
| #                                    | Date                                 | Lieu                                 | Adversaire                           | Résultat                             | Compétition                          | Club                                 | Notes                                                              |
| ------------------------------------ | ------------------------------------ | ------------------------------------ | ------------------------------------ | ------------------------------------ | ------------------------------------ | ------------------------------------ | ------------------------------------------------------------------ |
| 1                                    | 24 mars 1998                         | Le Canonnier, Mouscron, Belgique     | Norvège espoirs                      | N 1 - 1                              | Match amical                         | Saint-Trond VV                       | Entre en jeu à la place de Walter Baseggio à la 88e minute de jeu. |
| 2                                    | 10 février 1999                      | Stade Jean-Bouin, Angers, France     | France B                             | D 1 - 2                              | Match amical                         | Saint-Trond VV                       | Titulaire, écope d'un carton jaune à la ?e minute de jeu.          |

### Statistiques d'entraîneur
| Saison                | Club                  | Championnat           | Championnat | Championnat | Championnat | Championnat | Coupe(s) nationale(s) | Coupe(s) nationale(s) | Coupe(s) nationale(s) | Coupe(s) nationale(s) | Total | Total | Total | Total | % Victoires |
| Saison                | Club                  | Division              | M           | V           | N           | D           | M                     | V                     | N                     | D                     | M     | V     | N     | D     | % Victoires |
| --------------------- | --------------------- | --------------------- | ----------- | ----------- | ----------- | ----------- | --------------------- | --------------------- | --------------------- | --------------------- | ----- | ----- | ----- | ----- | ----------- |
| 2021-2022             | RFC Liège             | Nationale 1           | 14          | 8           | 1           | 5           | -                     | -                     | -                     | -                     | 14    | 8     | 1     | 5     | 57%         |
| 2022-2023             | RFC Liège             | Nationale 1           | 38          | 25          | 11          | 2           | 2                     | 1                     | 0                     | 1                     | 40    | 26    | 11    | 3     | 65%         |
| 2023-2024             | RFC Liège             | Division 1B           | 30          | 15          | 4           | 11          | 1                     | 0                     | 0                     | 1                     | 31    | 15    | 4     | 12    | 48%         |
| 2024-2025             | RFC Liège             | Division 1B           | 29          | 10          | 7           | 12          | 2                     | 1                     | 0                     | 1                     | 31    | 12    | 6     | 13    | 39%         |
| 2025-2026             | RFC Liège             | Division 1B           | 2           | 1           | 0           | 1           | -                     | -                     | -                     | -                     | 2     | 1     | 0     | 1     | 50%         |
| Total sur la carrière | Total sur la carrière | Total sur la carrière | 113         | 59          | 23          | 31          | 5                     | 2                     | 0                     | 3                     | 118   | 61    | 23    | 34    | 52%         |

## Palmarès

### Palmarès de joueur
|  |  | Tilleur-Liège - Championnat de Belgique de troisième division (1) : - Champion : 1996 (Série B) |  | Saint-Trond VV - Coupe de la Ligue (1) : - Vainqueur : 1999 |  | Club Bruges KV - Championnat de Belgique (2) : - Champion : 2003 et 2005 - Vice-champion : 2000, 2001, 2002 et 2004 - Coupe de Belgique (3) : - Vainqueur : 2002, 2004 et 2007 - Finaliste : 2005 - Supercoupe de Belgique (1) : - Vainqueur : 2005 - Finaliste : 2007 |

### Palmarès d'entraîneur
|  |  | RFC Liège - Championnat de Belgique de troisième division : - Vice-champion : 2022 et 2023 |